# Radar Doppler Aggie
Le radar Doppler Aggie (en anglais Aggie Doppler radar ou ADRAD ) est un radar météorologique Doppler pulsé situé sur l'immeuble du Eller Oceanography & Meteorology sur le campus de l'université Texas A&M à College Station au Texas. Ce radar est le dernier en date de plusieurs radars opérés par l’université pour l'étude des nuages et des précipitations.
Le département de météorologie de l'université a tout d'abord commencé à étudier les orages et autres nuages convectifs au début des années 1950 avec un radar opérant sur 3 cm de longueur d'onde. En 1962, la longueur d'onde passa sur 10 cm et en 1966, le radar fut équipé d'un système bibande. Après plusieurs modifications le radar fut installé sur le toit de l'immeuble récemment terminé de la Eller O&M en 1973. En 1992, l’Aggie Doppler Radar était né avec l'installation d'un système à traitement Doppler des échos. En 1997, une amélioration du socle, la suppression des antennes paraboliques latérales, la mise en place d'un nouveau processeur et d'un poste de travail constituent les ultimes modifications.

## Historique

### Radar AN/CPS-9
Au début des années 1950, c'est l'US Air Force qui a fourni un AN/CPS-9 au département de météo. Ce type de radar a été le premier modèle à avoir été conçu spécifiquement pour un usage météorologique. Ce radar météorologique opérant sur 3 cm de longueur d'onde permit aux chercheurs d'étudier les phénomènes de méso-échelle aux latitudes moyennes, les orages violents et les cyclones tropicaux entrés sur le continent. 

### Alerte pour la tornade du 5 avril 1956
Un radar AN/APS-2F modifié de la Texas A&M University, bien qu'il ne fit pas officiellement partie du réseau de veille du Texas contre les tornades, a été utilisé au moins une fois à des fins d'alerte (Bigler 1956). Le 5 avril 1956 une tornade qui a causé des dommages à Bryan et College Station au Texas a été détectée par ce radar. Ce jour-là, à midi, le centre de prévision météorologique de Kansas City (Missouri) avait émis ce qu'on pourrait appeler de nos jours une veille de tornade pour une région située juste au nord de Bryan. 
Juste après 14 h locales, l’affichage du radar de la Texas A&M University a montré des échos en crochet puissants et une signature en « V ». À 14 h 45, les météorologistes de la Texas A&M University ont appelé la police de Bryan pour dire qu'ils prévoyaient qu'une tornade devait s'abattre sur le secteur 30 min plus tard. Les premiers dégâts ont été observés à 15 h 9 locales. L’université a également prévenu la commission scolaire de College Station qui a pris la décision de garder les élèves à l'abri dans les bâtiments de l'école plutôt que de les laisser sortir à 15 h tel que prévu. 
Il s'agit sans doute de la toute première alerte basée uniquement sur des données radar et qui constitue un bon exemple de collaboration entre les météorologistes et les collectivités locales. Aujourd'hui avec l'amélioration des méthodes de diffusions des alertes, la meilleure préparation des collectivités locales et une couverture radar plus étendue, il ne devrait plus arriver qu’une équipe de chercheurs soit amenée à alerter elle-même les collectivités.

### WSR/TAMU-1 et TAMU-ADRAD

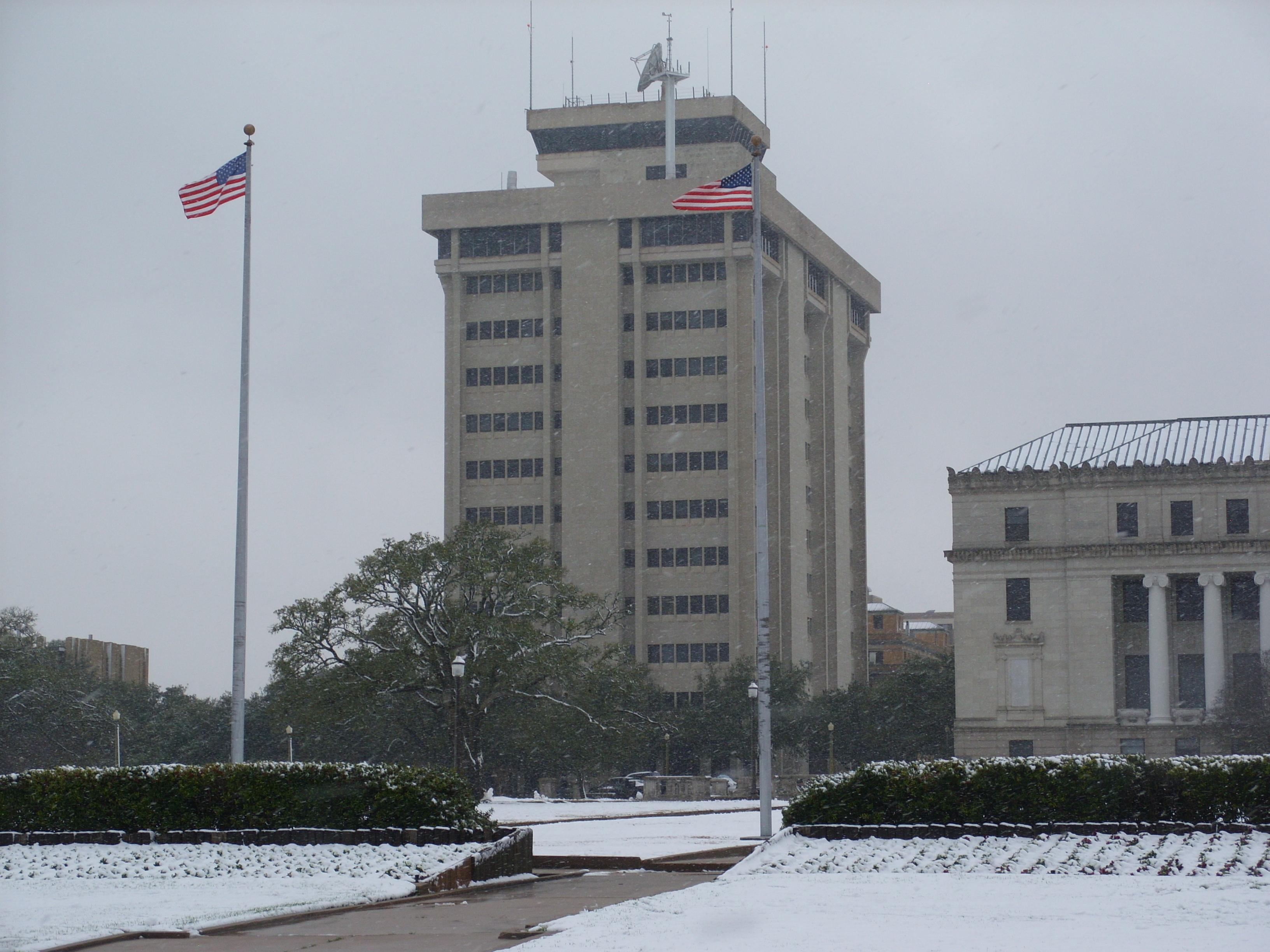
Le radar Doppler Aggie en action sur le toit de l'immeuble Eller O&M à l’université Texas A&M au cours d'une rare tempête de neige le 23 février 2010.

Un radar de longueur d'onde plus importante — 10 cm — a été construit en 1962 sous le nom de WSR/TAMU-1. Le TAMU-1 a ensuite été modifié en 1966 pour lui permettre d'opérer sur deux longueurs d'onde différentes. Après plusieurs améliorations, il a enfin été installé en 1973 sur le toit de l’immeuble de la Eller O&M. Plusieurs modifications ont été faites en 1989 en prévision de l'adjonction d'un système Doppler.
L’ouragan Alicia de 1983 est une des tempêtes qui a été suivie à l'aide de ce radar. En raison des glissements de terrain générés par la tempête, le bureau du National Weather Service de Galveston (Texas) a perdu son radar. Le radar d’A&M a suivi la fin de la tempête au cours de son déplacement à l'intérieur des terres.
En 1992, l’intégration d'un processeur Lassen Research PSP-32 a permis de doter le radar de la fonction Doppler. Ce nouvel équipement a pris le nom de TAMU Aggie Doppler Radar (TAMU-ADRAD). Le système a été modifié en 1993 et en 1997, une amélioration du socle, la suppression des antennes paraboliques latérales, la mise en place d'un nouveau processeur et d'un poste de travail constituent les ultimes modifications jusqu'à présent.

## Caractéristiques
L’antenne parabolique actuelle est pleine et mesure 4,90 m de diamètre. Elle se trouve à 172,5 m au-dessus du niveau de la mer. Elle tourne soit à la vitesse de 2,5 tours par minute (15 degrés par seconde), soit à la vitesse de 4,5 tours par minute (27 degrés par seconde). Son angle d'élévation varie de –1 à 90 degrés. L'émetteur est un DWSR-88S de Enterprise Electronics opérant sur 10,56 cm de longueur d'onde correspondant à une fréquence de 2 840 MHz (bande S également utilisée par le réseau NEXRAD). Sa puissance crête est de 1 Mégawatt.